# Михалик, Тарас Владимирович
Тара́с Влади́мирович Миха́лик (укр. Тарас Володимирович Михалик; род. 28 октября 1983[…], Любешов, Волынская область) — украинский футболист, опорный полузащитник. Мастер спорта Украины международного класса. Бо́льшую часть карьеры на высшем уровне провёл в футбольном клубе «Динамо» (Киев), где был вице-капитаном. Сыграл более 30 матчей за национальную сборную Украины. Двукратный чемпион Украины, двукратный обладатель Кубка Украины и Суперкубка Украины, финалист молодёжного чемпионата Европы 2006.

## Ранние годы
Родился 28 октября 1983 года в городе Любешов, районном центре в Волынской области, во многодетной семье. Любовь к футболу Тарасу привил отец, который играл в чемпионате области за местную команду «Припять». В футбол Тарас начинал играть в уличных командах. Первыми наставниками его были учитель физкультуры Любешовской спортивной школы Алексей Владимирович Новавковский, а затем тренеры городской ДЮСШ Иван Токарчук и Михаил Редько. Окончив ПТУ, Тарас поступил в Институт физической культуры Волынского национального университета, за футбольную команду которого выступал в чемпионате области.

## Клубная карьера

### ЦСКА (Киев)
Профессиональная футбольная карьера игрока началась, когда ему было 17 . На его игру обратил внимание селекционер киевского ЦСКА Орест Баль, брат известного игрока и тренера Андрея Баля. Михалика пригласили в Киев и подписали с ним профессиональный контракт. По словам самого Тараса, изначально его зарплата составляла 100 американских долларов, но затем выросла до 500 долларов.
Дебют Михалика в профессиональном футболе состоялся 3 апреля 2002 года в Тернополе в матче против местной «Нивы» (ЦСКА проиграл со счётом 0:2). В первых двух сезонах Тарас выходил преимущественно на замену, но с 2004 года закрепился в стартовом составе «армейцев», играя преимущественно на правом фланге полузащиты.

### «Закарпатье»
Летом 2005 года Тарас в составе сборной Вооружённых сил Украины отправился на международный турнир. Вернувшись с турнира, он узнал об интересе со стороны ужгородского «Закарпатья», выступавшего тогда в Премьер-лиге. Михалик подписал с клубом контракт о выступлениях на правах аренды и дебютировал в Чемпионате Украины уже во втором туре, выйдя на замену в матче против донецкого «Металлурга». Игра завершилась нулевой ничьей. Скоро Тарас закрепился в составе команды. Изначально тренер «Закарпатья» Пётр Кушлык использовал его как нападающего, но вскоре перевёл на позицию центрального/правого полузащитника. Первый гол Тарас забил 30 июля 2005 года, по иронии судьбы, в ворота своего будущего клуба — киевского «Динамо».

### «Динамо» (Киев)
Весной 2006 года Михалик уже играл в составе киевского «Динамо», подписав с командой в зимнее межсезонье контракт на пять лет. Руководивший в то время клубом Анатолий Демьяненко начал ставить Михалика на непривычную для него позицию опорного полузащитника. Сначала молодой футболист не мог закрепиться в составе команды, но регулярно попадал в заявку клуба на матчи. В 2006 году «Динамо» выиграло Кубок Украины, и этот трофей стал первым крупным трофеем для Михалика, хотя Тарас сыграл только в полуфинальной встрече.
В следующем сезоне Тарас дебютировал в Лиге чемпионов. В том году динамовцы стали чемпионами Украины, обладателями Кубка и Суперкубка Украины, однако в еврокубках откровенно провалились. Сезон 2007/08 начался для Тараса гораздо лучше: два его гола в матче за Суперкубок Украины принесли победу над донецким «Шахтёром», причём киевляне выпустили почти полностью резервный состав. Однако в конце октября Тарас получил травму (разрыв боковой связки колена) и выбыл из строя до конца года.
С приходом в клуб Юрия Сёмина в начале 2008 года амплуа Тараса снова поменялось: он стал играть в центре защиты. Это принесло результат: пара защитников Михалик—Диакате была признана одной из лучших по итогам чемпионата Украины, а на групповом этапе Лиги Чемпионов команда пропустила всего 4 гола в 6 матчах. В итоге «Динамо» завоевало титул чемпиона Украины и вышло в полуфинал Кубка УЕФА, но решающие игры Михалик пропустил из-за травмы мениска, которую получил 5 апреля 2009 года в игре с донецким «Металлургом». Восстановился он только к октябрю 2009 года. Ещё раньше, 5 октября 2008, в матче с «Порту» Михалику выбили зуб, однако спустя несколько дней он заявил, что зуб удалось нарастить.
После восстановления в матче против миланского «Интера» забил гол в рамках Лиги чемпионов сезона 2009/10. Новый наставник киевлян Валерий Газзаев в ходе сезона 2009/10 использовал Тараса на позиции опорного полузащитника.
Контракт Михалика с «Динамо» действовал до 30 июня 2013 года. В какой-то момент Михалик потерял место в основном составе. В частности, после перехода в «Динамо» защитника Домагоя Виды в январе 2013 года основной парой центральных защитников в клубе стали Вида и Хачериди. 14 июня 2013 года клуб «Динамо» поблагодарил Михалика за «игровые годы», проведённые в клубе, и сообщил, что Михалику предоставлен статус свободного агента. В футболке «Динамо» защитник провёл 132 матча и забил 8 голов.

### «Локомотив» (Москва)
18 июня 2013 года стало известно, что Тарас подписал контракт с московским «Локомотивом» сроком на три года, с автоматическим продлением ещё на один год, если игрок отыграет определённое количество матчей за клуб. 28 июля дебютировал за «Локомотив» в дерби с ЦСКА, заработав пенальти, который не реализовал Александр Самедов. 5 октября 2013 года забил свой первый гол за «Локомотив» в ворота самарских «Крыльев Советов», в том же матче впервые в российской карьере был удалён с поля.
Зимой 2016 года футболист мог перейти в польскую «Легию», однако трансфер сорвался из-за того что «Легия» не смогла продать игрока, вместо которого должен был выступать Михалик.
14 июня 2017 года продлил контракт с «Локомотивом» до конца сезона 2017/18.

### «Волынь»
В конце июля 2019 года перешёл в «Волынь» на правах свободного агента. В сезоне 2019/20 провёл 21 игру в Первой лиге Украины. 19 августа 2020 года заявил о завершении профессиональной карьеры.

## Выступления за сборные

### Молодёжная сборная Украины
Опыт выступления за сборные Украины Тарас приобрёл в 2004 году, когда, будучи игроком киевского ЦСКА, он получил приглашение выступать в составе молодёжной сборной Украины от Павла Яковенко. Дебют состоялся 31 марта 2004 года в товарищеском матче против Македонии, но стал неудачным: украинцы проиграли со счётом 0:1. Первым крупным турниром для Тараса стал Чемпионат Европы по футболу среди молодёжных команд 2006 года, на котором украинской командой руководил Алексей Михайличенко. Тарас сыграл все пять матчей и стал серебряным призёром первенства (турнир выиграли голландцы), в матчах он играл на правом фланге полузащиты. Всего он провёл 10 встреч.

### Национальная сборная Украины
Дебютировал в составе сборной Украины в возрасте 22 лет 15 августа 2006 года: команда в товарищеском матче разгромила Азербайджан со счётом 6:0. В период квалификации к чемпионату мира 2010 года Тарас стал основным игроком сборной. На чемпионате Европы 2012 Тарас, заявленный под номером 17, сыграл две встречи в рамках группового этапа против Швеции и Франции.

## Стиль игры
Мощный, выносливый и очень работоспособный игрок. Цепкий и агрессивный в отборе мяча, может нанести точный удар головой. Неплохо видит поле, отлично бьёт с обеих ног. Недостатком является слабая техника владения мячом.

## Личная жизнь

### Семья
Отец — преподаватель физкультуры, мать работает в администрации района. Есть старший брат и пять младших сестёр. Тарас женился 18 августа 2010 на лучанке Валерии, с которой долгое время встречался. Владеет украинским, русским и английским языками.

### Хобби
Своими хобби считает охоту и рыбалку, играет в бильярд. Коллекционирует футболки, которыми обменивается с игроками по окончании матчей, а также шипы от бутс. Отпуск предпочитает проводить, в отличие от большинства других футболистов, на родине на Волыни.
Первый автомобиль BMW получил в качестве премиальных за выступление на чемпионате Европы 2006 года среди молодёжи, сейчас управляет Volkswagen Touareg. Любимой командой считает «Манчестер Юнайтед»: в детстве он даже называл свою дворовую команду «Манчестером».

### Отношения с фанатами
Ультрас киевского «Динамо» считают Михалика одним из своих кумиров: иногда он следил за игрой с фанатской трибуны стадиона «Динамо» имени Валерия Лобановского. 26 февраля 2010 года он принял участие в открытии фирменного магазина клуба.

### Скандал
В августе 2007 года волынский футбольный арбитр Николай Мельник обвинил Михалика в том, что во время матча Тарас проколол шину его автомобиля. Происшествие вызвало широкий резонанс в СМИ, но Михалик полностью отверг обвинения в произошедшем.

## Достижения

### Командные
«Динамо» (Киев)
- Чемпион Украины (2): 2007, 2009
- Обладатель Кубка Украины (2): 2006, 2007
- Обладатель Суперкубка Украины (2): 2006, 2007
- Обладатель Кубка Первого канала: 2008
- Серебряный призёр чемпионата Украины (5): 2006, 2008, 2010, 2011, 2012
- Финалист Кубка Украины (2): 2008, 2011
- Бронзовый призёр чемпионата Украины: 2013

«Локомотив» (Москва)
- Чемпион России: 2018
- Обладатель Кубка России (3): 2015, 2017, 2019
- Серебряный призёр чемпионата России: 2019
- Бронзовый призёр чемпионата России: 2014

### Сборная
- Серебряный призёр чемпионата Европы среди молодёжных команд: 2006

### Личные
- Шесть раз газета «Команда» включала Михалика в ежегодный список «33 лучших футболистов Украины» (в 2006 и 2007 как опорного полузащитника, а в 2008, 2009, 2010 и 2011 как центрального защитника.

## Статистика
| Клуб               | Сезон            | Чемпионат | Чемпионат | Кубок | Кубок | Суперкубок | Суперкубок | Еврокубки | Еврокубки | Итого | Итого |  |
| Клуб               | Сезон            | Игры      | Голы      | Игры  | Голы  | Игры       | Голы       | Игры      | Голы      | Игры  | Голы  |  |
| ------------------ | ---------------- | --------- | --------- | ----- | ----- | ---------- | ---------- | --------- | --------- | ----- | ----- |  |
| ЦСКА (Киев)        | 2001/2002        | 7         | 0         | 0     | 0     | —          | —          | —         | —         | 7     | 0     |  |
| ЦСКА (Киев)        | 2002/2003        | 28        | 1         | 1     | 0     | —          | —          | —         | —         | 29    | 1     |  |
| ЦСКА (Киев)        | 2003/2004        | 30        | 4         | 1     | 1     | —          | —          | —         | —         | 31    | 5     |  |
| ЦСКА (Киев)        | 2004/2005        | 26        | 5         | 3     | 2     | —          | —          | —         | —         | 29    | 7     |  |
| ЦСКА (Киев)        | Всего            | 91        | 10        | 5     | 3     | —          | —          | —         | —         | 96    | 13    |  |
| Закарпатье         | 2005/2006        | 18        | 3         | 0     | 0     | —          | —          | —         | —         | 18    | 3     |  |
| Закарпатье         | Всего            | 18        | 3         | 0     | 0     | —          | —          | —         | —         | 18    | 3     |  |
| Динамо (Киев)      | 2005/2006        | 5         | 0         | 1     | 0     | 0          | 0          | 0         | 0         | 6     | 0     |  |
| Динамо (Киев)      | 2006/2007        | 23        | 2         | 6     | 1     | 1          | 0          | 6         | 0         | 36    | 3     |  |
| Динамо (Киев)      | 2007/2008        | 16        | 1         | 3     | 0     | 1          | 2          | 3         | 0         | 23    | 3     |  |
| Динамо (Киев)      | 2008/2009        | 18        | 2         | 0     | 0     | 1          | 0          | 13        | 1         | 32    | 3     |  |
| Динамо (Киев)      | 2009/2010        | 21        | 1         | 1     | 0     | 0          | 0          | 4         | 1         | 26    | 2     |  |
| Динамо (Киев)      | 2010/2011        | 18        | 1         | 2     | 0     | —          | —          | 10        | 0         | 30    | 1     |  |
| Динамо (Киев)      | 2011/2012        | 7         | 0         | 1     | 0     | 0          | 0          | 1         | 0         | 9     | 0     |  |
| Динамо (Киев)      | 2012/2013        | 21        | 1         | 0     | 0     | 0          | 0          | 8         | 1         | 27    | 2     |  |
| Динамо (Киев)      | Всего            | 129       | 8         | 14    | 1     | 3          | 2          | 45        | 3         | 194   | 14    |  |
| Локомотив (Москва) | 2013/2014        | 12        | 1         | 1     | 0     | —          | —          | —         | —         | 13    | 1     |  |
| Локомотив (Москва) | 2014/2015        | 16        | 0         | 3     | 0     | —          | —          | 1         | 0         | 20    | 0     |  |
| Локомотив (Москва) | 2015/2016        | 21        | 0         | 1     | 0     | 1          | 0          | 6         | 0         | 29    | 0     |  |
| Локомотив (Москва) | 2016/2017        | 24        | 1         | 4     | 0     | —          | —          | —         | —         | 28    | 1     |  |
| Локомотив (Москва) | 2017/2018        | 10        | 0         | 1     | 1     | 0          | 0          | 2         | 0         | 13    | 1     |  |
| Локомотив (Москва) | 2018/2019        | 0         | 0         | 2     | 0     | 0          | 0          | 0         | 0         | 2     | 0     |  |
|                    | Всего            | 83        | 2         | 12    | 1     | 1          | 0          | 9         | 0         | 105   | 3     |  |
| Всего за карьеру   | Всего за карьеру | 321       | 23        | 31    | 5     | 4          | 2          | 54        | 3         | 413   | 33    |  |

### Видеофрагменты
- Первый гол Тараса Михалика в Премьер-лиге
- Суперкубок Украини по футболу 2007: два гола Тараса Михалика
- Гол Тараса Михалика в ворота миланского «Интера» 20 октября 2009 года